# Friends for Schuur
Friends for Schuur — студийный альбом американской певицы и пианистки Дайан Шуур, записанный при участии продюсера Фила Рамона и различных исполнителей. Релиз состоялся в 2000 году на лейбле Concord Records.

## Отзывы критиков
| Оценки критиков                   | Оценки критиков |
| Источник                          | Оценка          |
| --------------------------------- | --------------- |
| AllMusic                          | [ 1 ]           |
| The Encyclopedia of Popular Music | [ 2 ]           |

Дэйв Хьюз из All About Jazz отметил, что хотя Дидлс, безусловно, может демонстрировать впечатляющие выступления самостоятельно, она, кажется, поднимается на ещё более высокий уровень, сотрудничая с другими не менее талантливыми артистами, а также добавил, что Дайан Шуур — одна из ведущих вокалисток нашего поколения, и этот альбом — один из лучших в её дискографии, подтверждающий это.
Рецензент AllMusic Паула Эдельштейн написала: «Диана Шуур царственна, она одухотворенная, страстная и игривая, и её заядлые слушатели сразу понимают, что её голос обладает всеми необходимыми качествами: техникой, диапазоном и способностью адаптироваться к поп-музыке, джазу, госпелу и блюзу».

## Список композиций
1. «Easy Living» (Ральф Рейнджер, Лео Робин) — 4:24 — со Стэном Гетцем
2. «I’d Fly» (Риккардо Коччанте, Жан-Поль Дреан, Роксана Симан) — 5:07 — с Риккардо Коччанте
3. «For the First Time» (Джерри Гоффин, Кен Хирш) — 4:42
4. «It Might Be You» (Алан Бергман, Мэрилин Бергман, Дейв Грусин) — 4:57 — с Аланом Бергманом и Дейвом Грусином
5. «Love Like Ours» (Алан Бергман, Мэрилин Бергман, Дейв Грусин) — 4:18 — с Дейвом Грусином
6. «Red Cab to Manhattan» (Стивен Бишоп) — 5:59 — со Стивеном Бишопом
7. «The Heart Never Learns» (Хорхе Касас, Лоуренс Дермер) — 4:18
8. «Never Take That Chance Again» (Берт Бакарак, Тонио К) — 3:56
9. «It Had to Be You» (Ишем Джонс, Гас Кан) — 4:36 — Live, с Рэем Чарлзом
10. «I Just Called to Say I Love You» (Стиви Уандер) — 4:35 — Live, с Херби Хэнкоком
11. «Finally» (Стефани Эндрюс, Стиви Уандер) — 6:55 — со Стиви Уандером

## Чарты
| Чарт (2000)                                  | Высшая позиция |
| -------------------------------------------- | -------------- |
| США (Billboard Top Contemporary Jazz Albums) | 22             |